# Liste des épisodes de Cardcaptor Sakura

## Saison 1
| No                                                               | Titre français                   | Titre japonais                 | Titre japonais                                                                          | Date de 1re diffusion |
| No                                                               | Titre français                   | Kanji                          | Rōmaji                                                                                  | Date de 1re diffusion |
| ---------------------------------------------------------------- | -------------------------------- | ------------------------------ | --------------------------------------------------------------------------------------- | --------------------- |
| 1                                                                | Sakura et le Livre magique       | さくらと不思議な魔法の本       | Sakura to fushigina mahō no hon (Sakura et le mystérieux livre magique)                 | 7 avril 1998          |
| Carte(s) capturée(s) : Windy (le Vent), Fly (le Vol)             |                                  |                                |                                                                                         |                       |
| 2                                                                | La Merveilleuse Amie de Sakura   | さくらのすてきなお友達         | Sakura no sutekina otomodachi (Sakura et sa merveilleuse amie)                          | 14 avril 1998         |
| Carte(s) capturée(s) : Shadow (l'Ombre)                          |                                  |                                |                                                                                         |                       |
| 3                                                                | Le Premier Rendez-vous de Sakura | さくらのドキドキ初デート       | Sakura no dokidoki hatsu dēto (Sakura et les battements de cœur du premier rendez-vous) | 21 avril 1998         |
| Carte(s) capturée(s) : Watery (l'Eau)                            |                                  |                                |                                                                                         |                       |
| 4                                                                | Un sacré dimanche pour Sakura    | さくらのくたくた日曜日         | Sakura no kutakuta nichiyōbi (Sakura et son dimanche épuisant)                          | 28 avril 1998         |
| Carte(s) capturée(s) : Rain (la Pluie), Wood (l'Arbre)           |                                  |                                |                                                                                         |                       |
| 5                                                                | Une histoire qui rebondit        | さくらとパンダとかわいいお店   | Sakura to panda to kawaii omise (Sakura, un panda et une jolie boutique)                | 5 mai 1998            |
| Carte(s) capturée(s) : Jump (le Saut)                            |                                  |                                |                                                                                         |                       |
| 6                                                                | Sakura et le Fantôme magique     | さくらとおかあさんの思い出     | Sakura to okaa-san no omoide (Sakura et les souvenirs de sa mère)                       | 12 mai 1998           |
| Carte(s) capturée(s) : Illusion (l'Illusion)                     |                                  |                                |                                                                                         |                       |
| 7                                                                | Sakura et le Mystérieux Voleur   | さくらの怪盗初挑戦!?           | Sakura no kaitō hatsu chōsen!? (La première tentative de vol de Sakura !?)              | 26 mai 1998           |
| Carte(s) capturée(s) : Silent (le Silence)                       |                                  |                                |                                                                                         |                       |
| 8                                                                | Rivalité                         | さくらのライバル、登場!        | Sakura no raibaru, tōjō! (Sakura et la naissance de son rival)                          | 2 juin 1998           |
| Carte(s) capturée(s) : Thunder (le Tonnerre)                     |                                  |                                |                                                                                         |                       |
| 9                                                                | La Broche mystérieuse            | さくらとふしぎなブローチ       | Sakura to fushigina burōchi (Sakura et la mystérieuse broche)                           | 9 juin 1998           |
| Carte(s) capturée(s) : Sword (l'Épée)                            |                                  |                                |                                                                                         |                       |
| 10                                                               | Sakura et le Champion de sport   | さくらと花の運動会             | Sakura to hana no undōkai (Sakura et la journée sportive des fleurs)                    | 16 juin 1998          |
| Carte(s) capturée(s) : Flower (les Fleurs)                       |                                  |                                |                                                                                         |                       |
| 11                                                               | Goûter chez Tiffany              | さくらと知世と大きなお家       | Sakura to Tomoyo to ōkina ouchi (Sakura, Tomoyo et un manoir)                           | 23 juin 1998          |
| Carte(s) capturée(s) : Shield (le Bouclier)                      |                                  |                                |                                                                                         |                       |
| 12                                                               | Une journée sans fin             | さくらの終わらない一日         | Sakura no owara nai ichinichi (La journée sans fin de Sakura)                           | 30 juin 1998          |
| Carte(s) capturée(s) : Time (le Temps)                           |                                  |                                |                                                                                         |                       |
| 13                                                               | L'Épreuve de force               | さくらとゾウの力くらべ         | Sakura to zō no chikara kurabe (Sakura et l'épreuve de force du zoo)                    | 7 juillet 1998        |
| Carte(s) capturée(s) : Power (la Puissance)                      |                                  |                                |                                                                                         |                       |
| 14                                                               | C'est la fête                    | さくらと桃矢とシンデレラ       | Sakura to Tōya to Cinderella (Sakura, Toya et Cendrillon)                               | 14 juillet 1998       |
| Carte(s) capturée(s) : Mist (le Brouillard)                      |                                  |                                |                                                                                         |                       |
| 15                                                               | De l'orage dans l'air            | さくらとケロの大げんか         | Sakura to Kero no Oogenka (La dispute de Sakura et Kéro)                                | 21 juillet 1998       |
| Carte(s) capturée(s) : Storm (la Tempête), Float (l'Ascension)   |                                  |                                |                                                                                         |                       |
| 16                                                               | Sakura et l'Arc-en-ciel          | さくらと思い出の虹             | Sakura to omoide no niji (Sakura et l'Arc-en-ciel de souvenirs)                         | 4 août 1998           |
| Carte(s) capturée(s) : —                                         |                                  |                                |                                                                                         |                       |
| 17                                                               | Courage Sakura !                 | さくらのこわーいきもだめし     | Sakura no kowai kimodameshi (Sakura et le test de courage effrayant)                    | 11 août 1998          |
| Carte(s) capturée(s) : Erase (l'Effacement)                      |                                  |                                |                                                                                         |                       |
| 18                                                               | La Fête de l'été                 | さくらと雪兎と夏祭り           | Sakura to Yukito no natsumatsuri (Sakura, Yukito et le festival de l'été)               | 18 août 1998          |
| Carte(s) capturée(s) : Glow (la Lueur)                           |                                  |                                |                                                                                         |                       |
| 19                                                               | Devoirs de vacances              | さくらと夏休みの宿題           | Sakura to natsuyasumi no shukudai (Sakura et les devoirs des vacances d'été)            | 1er septembre 1998    |
| Carte(s) capturée(s) : Move (le Mouvement)                       |                                  |                                |                                                                                         |                       |
| 20                                                               | La Nouvelle Élève                | さくらとたたかう転校生         | Sakura to tatakau tenkōsei (Sakura contre la nouvelle élève)                            | 8 septembre 1998      |
| Carte(s) capturée(s) : Fight (le Combat)                         |                                  |                                |                                                                                         |                       |
| 21                                                               | Cours Sakura, cours !            | さくらのながーいマラソン大会   | Sakura no nagai marason taikai (Sakura et le long marathon)                             | 15 septembre 1998     |
| Carte(s) capturée(s) : Loop (la Boucle)                          |                                  |                                |                                                                                         |                       |
| 22                                                               | Le Grand Sommeil                 | さくらとやさしいお父さん       | Sakura to yasashii otōsan (Sakura et son gentil père)                                   | 22 septembre 1998     |
| Carte(s) capturée(s) : Sleep (le Sommeil)                        |                                  |                                |                                                                                         |                       |
| 23                                                               | Le Fantôme de l'école            | さくらと知世とすてきな歌       | Sakura to Tomoyo to sutekina uta (Sakura, Tomoyo et la magnifique chanson)              | 29 septembre 1998     |
| Carte(s) capturée(s) : Song (le Chant)                           |                                  |                                |                                                                                         |                       |
| 24                                                               | Sakura a disparu                 | さくらの小さな大冒険           | Sakura no chiisana dai bōken (La petite aventure de Sakura)                             | 6 octobre 1998        |
| Carte(s) capturée(s) : Little (la Petite)                        |                                  |                                |                                                                                         |                       |
| 25                                                               | Sakura et son double             | さくらともう一人のさくら       | Sakura to mōhitori no sakura (Sakura et l'autre Sakura)                                 | 13 octobre 1998       |
| Carte(s) capturée(s) : Mirror (le Miroir)                        |                                  |                                |                                                                                         |                       |
| 26                                                               | Une prof pas comme les autres    | さくらとすてきな先生           | Sakura to sutekina sensei (Sakura et la merveilleuse professeur)                        | 20 octobre 1998       |
| Carte(s) capturée(s) : Maze (le Labyrinthe)                      |                                  |                                |                                                                                         |                       |
| 27                                                               | Retour vers le passé             | さくらと思い出の神社           | Sakura to omoide no jinja (Sakura et le sanctuaire des souvenirs)                       | 27 octobre 1998       |
| Carte(s) capturée(s) : Return (le Passé)                         |                                  |                                |                                                                                         |                       |
| 28                                                               | Les Cartes magiques              | さくらとおまじないカード       | Sakura to omajinai kādo (Sakura et les cartes enchantées)                               | 3 novembre 1998       |
| Carte(s) capturée(s) : Shot (le tir)                             |                                  |                                |                                                                                         |                       |
| 29                                                               | Sakura fait la cuisine           | さくらのあまーいクッキング     | Sakura no amai kukkingu (La cuisine délicieuse de Sakura)                               | 10 novembre 1998      |
| Carte(s) capturée(s) : Sweet (la Douceur)                        |                                  |                                |                                                                                         |                       |
| 30                                                               | Le Championnat                   | さくらとケガをしたカード       | Sakura to kega o shita kādo (Sakura et la carte blessée)                                | 17 novembre 1998      |
| Carte(s) capturée(s) : Dash(la Vitesse)                          |                                  |                                |                                                                                         |                       |
| 31                                                               | Le Livre sans nom                | さくらと名前のない本           | Sakura to namae no nai hon (Sakura et le livre sans nom)                                | 24 novembre 1998      |
| Carte(s) capturée(s) : Big (la Croissance), Create (la Création) |                                  |                                |                                                                                         |                       |
| 32                                                               | Dans la peau d'un autre          | さくらとケロと小狼と           | Sakura to Kero to Syaoran (Sakura, Kero et Shaolan)                                     | 1er décembre 1998     |
| Carte(s) capturée(s) : Change (le Changement)                    |                                  |                                |                                                                                         |                       |
| 33                                                               | Une journée à la patinoire       | さくらのさむーいアイススケート | Sakura no samui aisusukēto (Sakura et la séance de patinage gelée)                      | 15 décembre 1998      |
| Carte(s) capturée(s) : Freeze(le Gel)                            |                                  |                                |                                                                                         |                       |
| 34                                                               | Le Concours                      | さくらと雪兎と昼の月           | Sakura to Yukito to hiru no tsuki (Sakura, Yukito, et la lune de jour)                  | 15 décembre 1998      |
| Carte(s) capturée(s) : —                                         |                                  |                                |                                                                                         |                       |
| 35                                                               | Le Noël de Sakura                | さくらのすてきなクリスマス     | Sakura no sutekina kurisumasu (Sakura et son Merveilleux Noël)                          | 15 décembre 1998      |
| Carte(s) capturée(s) : Fiery (le Feu)                            |                                  |                                |                                                                                         |                       |

## Saison 2
| No | Titre français                         | Titre japonais             | Titre japonais                                                                  | Date de 1re diffusion |
| No | Titre français                         | Kanji                      | Rōmaji                                                                          | Date de 1re diffusion |
| --- | -------------------------------------- | -------------------------- | ------------------------------------------------------------------------------- | --------------------- |
| 36 | La Rentrée scolaire                    | さくらと雪の新学期         | Sakura to yuki no shingakki (Sakura et la rentrée scolaire sous la neige)       | 6 avril 1999          |
| Carte(s) capturée(s) : (Arrow (La Flèche), Bubbles (Les Bulles), Through (Le Passe-Muraille), Wave (La Vague), Libra (La Balance)) Snow (La Neige) |                                        |                            |                                                                                 |                       |
| 37 | Tiffany est sans voix                  | さくらと消えた知世の声     | Sakura to kieta Tomoyo no koe (Sakura et la voix disparue de Tomoyo)            | 13 avril 1999         |
| Carte(s) capturée(s) : Voice (la Voix) |                                        |                            |                                                                                 |                       |
| 38 | Sakura va aux fraises                  | さくらの楽しいいちご狩り   | Sakura no tanoshii ichigo kari (Sakura et l'agréable cueillette de fraises)     | 20 avril 1999         |
| Carte(s) capturée(s) : Lock (le Cadenas) |                                        |                            |                                                                                 |                       |
| 39 | Jour de fièvre                         | さくらのふらふら熱曜日     | Sakura no furafura netsu yōbi (Sakura et son jour de fièvre vertigineux)        | 27 avril 1999         |
| Carte(s) capturée(s) : Cloud (le Nuage) |                                        |                            |                                                                                 |                       |
| 40 | Le Rêve de Sakura                      | さくらと夢の中のさくら     | Sakura to yume no naka no sakura (Sakura et la Sakura du rêve)                  | 11 mai 1999           |
| Carte(s) capturée(s) : Dream (le Rêve) |                                        |                            |                                                                                 |                       |
| 41 | Sables émouvants                       | さくらと小狼と砂の海       | Sakura to Syaoran to suna no umi (Sakura, Shaolan et la mer de sable)           | 18 mai 1999           |
| Carte(s) capturée(s) : Sand (le Sable) |                                        |                            |                                                                                 |                       |
| 42 | La nuit tombe sur le festival des arts | さくらのまっくら学芸会     | Sakura no makkura gakugeikai (Sakura et le sombre festival des arts de l'école) | 25 mai 1999           |
| Carte(s) capturée(s) : Light (la Lumière), Dark (les Ténèbres)                                                                                     |                                        |                            |                                                                                 |                       |
| 43 | Bon voyage Stéphanie !                 | さくらのさよなら苺鈴       | Sakura no sayonara Meirin (Sakura et les adieux de Meilin)                      | 1er juin 1999         |
| Carte(s) capturée(s) : Twin (les Jumeaux) |                                        |                            |                                                                                 |                       |
| 44 | La Compétition de tir à l'arc          | さくらとケロと不思議な先生 | Sakura to Kero to fushigina sensei (Sakura, Kero et la mystérieuse professeur)  | 8 juin 1999           |
| Carte(s) capturée(s) : — |                                        |                            |                                                                                 |                       |
| 45 | La Dernière Carte                      | さくらと最後のクロウカード | Sakura to saigo no kurou kādo (Sakura et la dernière Clow Card)                 | 15 juin 1999          |
| Carte(s) capturée(s) : Earthy (la Terre) |                                        |                            |                                                                                 |                       |
| 46 | Le Jugement final                      | さくらと最後の審判         | Sakura to saigo no shinpan (Sakura et le Jugement dernier)                      | 22 juin 1999          |
| Carte(s) capturée(s) : — |                                        |                            |                                                                                 |                       |

## Saison 3
| No | Titre français                        | Titre japonais                 | Titre japonais                                                                    | Date de 1re diffusion |
| No | Titre français                        | Kanji                          | Rōmaji                                                                            | Date de 1re diffusion |
| --- | ------------------------------------- | ------------------------------ | --------------------------------------------------------------------------------- | --------------------- |
| 47 | Une rentrée mouvementée               | さくらと不思議な転校生         | Sakura to fushigina tenkōsei (Sakura et le mystérieux nouvel élève)               | 7 septembre 1999      |
| Carte(s) transformée(s) : — |                                       |                                |                                                                                   |                       |
| 48 | Les cartes ont changé                 | さくらとめざめた星の鍵         | Sakura to mezameta hoshi no kagi (Sakura et l'éveil de la clef de l'étoile)       | 14 septembre 1999     |
| Carte(s) transformée(s) : The Firey                                                                                                |                                       |                                |                                                                                   |                       |
| 49 | Le Piano mystérieux                   | さくらとキケンなピアノ         | Sakura to kiken'na piano (Sakura et le dangereux piano)                           | 21 septembre 1999     |
| Carte(s) transformée(s) : The Song                                                                                                 |                                       |                                |                                                                                   |                       |
| 50 | Sakura, Lionel et les Fils invisibles | さくらと小狼とみえない糸       | Sakura to Syaoran to mienai ito (Sakura, Shaolan et les fils invisibles)          | 28 septembre 1999     |
| Carte(s) transformée(s) : The Sword                                                                                                |                                       |                                |                                                                                   |                       |
| 51 | Sakura contre l'ours en peluche       | さくらと大きなぬいぐるみ       | Sakura to ōkina nuigurumi (Sakura et l'énorme ours en peluche)                    | 5 octobre 1999        |
| Carte(s) transformée(s) : The Jump, The Fly                                                                                        |                                       |                                |                                                                                   |                       |
| 52 | Sakura compte les moutons             | さくらのひつじ注意報?!         | Sakura no hitsuji chūihō?! (Sakura et la mise en garde des moutons ?!)            | 12 octobre 1999       |
| Carte(s) transformée(s) : The Erase, The Power                                                                                     |                                       |                                |                                                                                   |                       |
| 53 | Sakura et la Bicyclette enchantée     | さくらとパニック自転車         | Sakura to panikku jitensha (Sakura et le vélo paniqué)                            | 19 octobre 1999       |
| Carte(s) transformée(s) : The Sweet, The Lock, The Libra, The Sand, The Voice, The Change, The Wave, The Dash, The Windy, The Loop |                                       |                                |                                                                                   |                       |
| 54 | Le Calendrier des souvenirs           | さくらと思い出のカレンダー     | Sakura to omoide no karendā (Sakura et le calendrier des souvenirs)               | 26 octobre 1999       |
| Carte(s) transformée(s) : The Flower                                                                                               |                                       |                                |                                                                                   |                       |
| 55 | Sakura au pays des merveilles         | さくらと不思議の国のさくら     | Sakura to fushiginokuni no sakura (Sakura et la Sakura du pays des merveilles)    | 2 novembre 1999       |
| Carte(s) transformée(s) : The Big, The Little                                                                                      |                                       |                                |                                                                                   |                       |
| 56 | La Vente de charité                   | さくらとケロのお菓子な出会い?? | Sakura to Kero no okashina deai?? (Sakura, Kéro et la rencontre sucrée ??)        | 9 novembre 1999       |
| Carte(s) transformée(s) : The Sleep                                                                                                |                                       |                                |                                                                                   |                       |
| 57 | Sentiments et Révélations             | さくらと小狼とエレベーター     | Sakura to Syaoran to erebētā (Sakura, Shaolan et l'ascenseur)                     | 16 novembre 1999      |
| Carte(s) transformée(s) : The Float                                                                                                |                                       |                                |                                                                                   |                       |
| 58 | Le Double Problème de Sakura          | さくらと二人の大ピンチ         | Sakura to futari no dai pinchi (Sakura et son double problème)                    | 30 novembre 1999      |
| Carte(s) transformée(s) : The Bubbles, The Shield                                                                                  |                                       |                                |                                                                                   |                       |
| 59 | Sakura déchaîne les passions          | さくらと知世とボールの罠       | Sakura to Tomoyo to bōru no wana (Sakura, Tomoyo et le piège de la balle)         | 7 décembre 1999       |
| Carte(s) transformée(s) : The Shadow                                                                                               |                                       |                                |                                                                                   |                       |
| 60 | Sakura jette un froid                 | さくらと大切なお友達           | Sakura to taisetsuna otomodachi (Sakura et sa précieuse amie)                     | 14 décembre 1999      |
| Carte(s) transformée(s) : The Freeze                                                                                               |                                       |                                |                                                                                   |                       |
| 61 | Un Noël mouvementé                    | さくらとカードとプレゼント     | Sakura to kādo to purezento (Sakura, les cartes et des cadeaux)                   | 21 décembre 1999      |
| Carte(s) transformée(s) : (The Mirror, The Earthy, The Twin, The Arrow, The Trough) The Mist                                       |                                       |                                |                                                                                   |                       |
| 62 | L'Étrange Prédiction                  | さくらと不思議なおみくじ       | Sakura to fushigina omikuji (Sakura et l'étrange prédiction)                      | 4 janvier 2000        |
| Carte(s) transformée(s) : The Dream                                                                                                |                                       |                                |                                                                                   |                       |
| 63 | La Vague                              | さくらとプールと大きな波       | Sakura to pūru to ōkina nami (Sakura, la piscine et l'énorme vague)               | 11 janvier 2000       |
| Carte(s) transformée(s) : The Watery                                                                                               |                                       |                                |                                                                                   |                       |
| 64 | Des avalanches de problèmes           | さくらと吹雪のスキー教室       | Sakura to fubuki no sukī kyōshitsu (Sakura et la classe de ski enneigée)          | 18 janvier 2000       |
| Carte(s) transformée(s) : The Time                                                                                                 |                                       |                                |                                                                                   |                       |
| 65 | La Disparition de Mathieu             | さくらと雪兎と消えゆく力       | Sakura to Yukito to kieyuku chikara (Sakura, Yukito et le pouvoir de disparition) | 15 février 2000       |
| Carte(s) transformée(s) : — |                                       |                                |                                                                                   |                       |
| 66 | Confidence pour confidence            | さくらの一番好きな人           | Sakura no ichiban sukinahito (La personne préférée de Sakura)                     | 22 février 2000       |
| Carte(s) transformée(s) : The Maze, The Illusion                                                                                   |                                       |                                |                                                                                   |                       |
| 67 | Une bien belle journée                | さくらと小狼と月峰神社         | Sakura to Syaoran to Tsukimine-jinja (Sakura, Shaolan et le sanctuaire Tsukimine) | 29 février 2000       |
| Carte(s) transformée(s) : The Wood, The Thunder, The Glow                                                                          |                                       |                                |                                                                                   |                       |
| 68 | Retour vers le passé                  | さくらと過去とクロウ·リード    | Sakura to kako to Kurō Rīdo (Sakura, le passé et Clow Reed)                       | 7 mars 2000           |
| Carte(s) transformée(s) : The Snow, The Return                                                                                     |                                       |                                |                                                                                   |                       |
| 69 | Sakura et le Mauvais Sort             | さくらと現れたクロウ·リード    | Sakura to arawareta Kurō Rīdo (Sakura et la réapparition de Clow Read)            | 14 mars 2000          |
| Carte(s) transformée(s) : The Rain, The Shot, The Silent, The Fight, The Cloud, The Storm, The Light, The Dark                     |                                       |                                |                                                                                   |                       |
| 70 | Les Véritables Sentiments de Sakura   | さくらと本当の想い             | Sakura to hontō no omoi (Sakura et ses véritables sentiments)                     | 21 mars 2000          |
| Carte(s) transformée(s) : — |                                       |                                |                                                                                   |                       |